# Апсуара
Апсуара — философия, неписаный морально-этический национальный кодекс абхазов, комплекс единогласно общепринятых правил и обычаев абхазского народа. Два важнейших подразделения апсуара это «ацас», то есть то, что считается принятым и правильным, и «аламыс» (анамыс), то есть честь, справедливость. Дословно «апсуара» переводится как «абхазство».. Родственное учение для Адыгэ Хабзэ и Абазашьа.

## Основные правила
Кодекс апсуара остается неписаным, поскольку правила этого кодекса полностью зафиксировать и записать довольно трудно; все они лежат на уровне сознания абхазов. Вот основные правила апсуара:
1. Уважение к старшим и младшим.
2. Честь, мужество, стыд (апхащара, имеется ввиду, например, стыд сделать что-то не так).
3. Соблюдение абхазских традиций и различных обычаев.